# Kaunas landskommun
Kauno rajono savivaldybė är en kommun i Litauen.   Den ligger i länet Kaunas län, i den centrala delen av landet, 90 km väster om huvudstaden Vilnius. Antalet invånare är 304 097. Arean är 1 496 kvadratkilometer.
Terrängen i Kauno rajono savivaldybė är platt.
Följande samhällen finns i Kauno rajono savivaldybė:
- Garliava
- Akademija
- Karmėlava
- Mastaiciai
- Lapės
- Vandžiogala
- Noreikiškės
- Ziegzdriai
- Gervenupis
- Samylai
- Dubravai

## Sport
- FK Garliava
- FC Hegelmann
- FC Hegelmann (damer)